# Ostrów (Szczerzec)
Ostrów (ukr. Острів) – dawniej wieś, obecnie część osiedla typu miejskiego Szczerzec (ukr. Щирець) na Ukrainie w rejonie pustomyckim obwodu lwowskiego. Leży tuż na północ od starówki szczerzeckiej, w rejonie ulicy Ostrowskiej.

## Historia
Dawniej wieś w Bezirk Szczerzec; od 1867 w powiecie gródeckim.
W II Rzeczypospolitej początkowo gmina jednostkowa w powiecie lwowskim województwie lwowskim. W związku z reformą administracyjną kraju 1 sierpnia 1934 Ostrów został siedzibą wiejskiej zbiorowej gminy Ostrów w powiecie lwowskim, w obrębie której utworzył gromadę.
Podczas II wojny światowej weszły w skład powiatu lwowskiego (Kreishauptmannschaft Lemberg), należącego do dystryktu Galicja w Generalnym Gubernatorstwie, gdzie zostały włączone do nowo utworzonej gminy Szczerzec; liczba mieszkańców w 1943 roku wynosiła 1587.
Po II wojnie światowej znalazł się w strukturach ZSRR (Ukraińskiej SRR), gdzie został włączony do Szczerca.